# Rita Corita

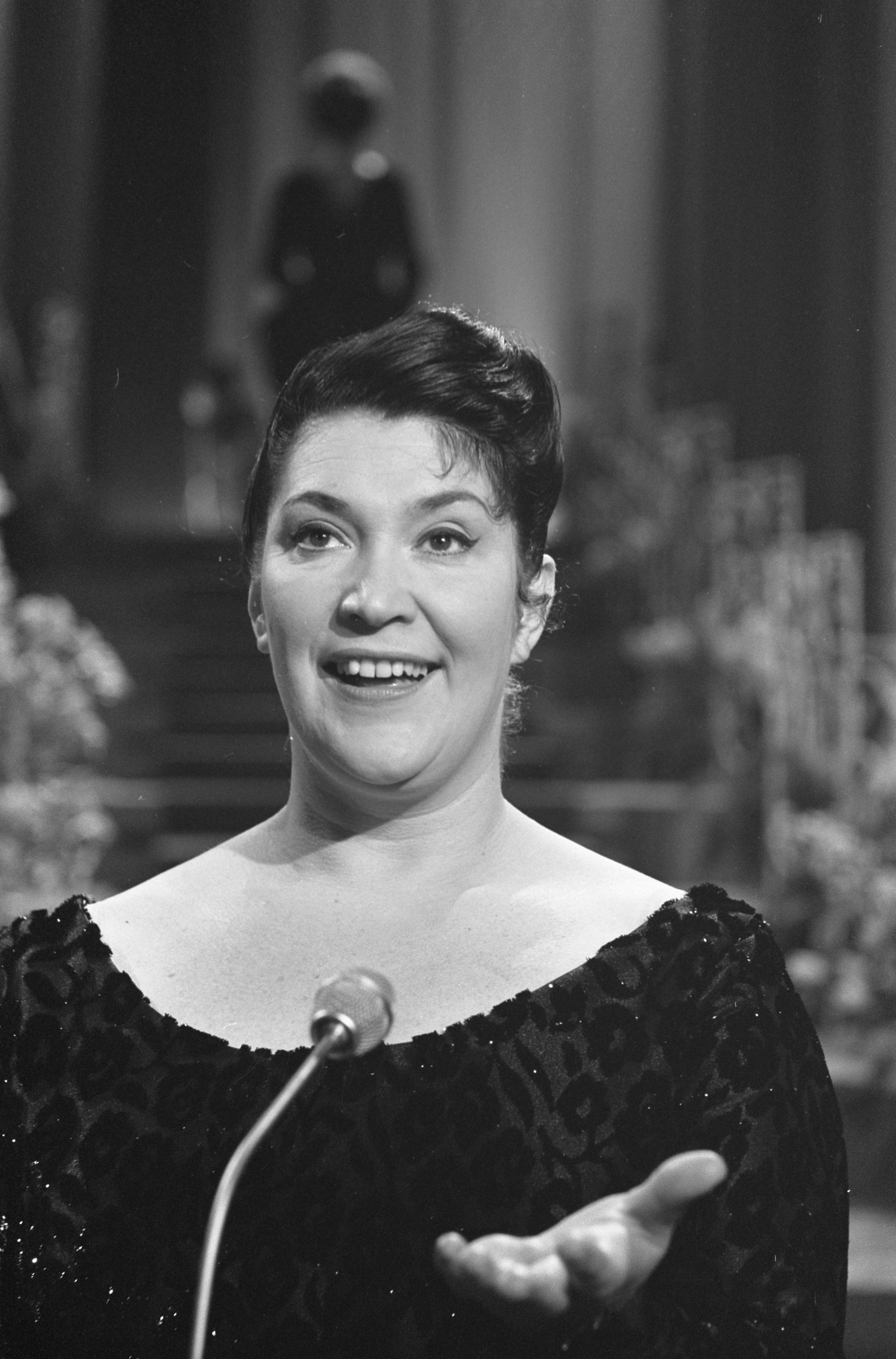
Rita Corita (1962)

Rita Corita (* 24. November 1917 in Amsterdam als Hendrika „Rita“ Sturm; † 24. Dezember 1998 in Beekbergen) war eine niederländische Akkordeonistin, Sängerin und Schauspielerin.

## Leben und Wirken
Sturm wuchs in kleinbürgerlichen Verhältnissen auf und verbrachte ihre Kindheit zunächst in Arnheim bei ihrer Mutter, bevor ihre Eltern 1924 heirateten. 1929 zog die Familie nach Amsterdam,  wo ihr Vater ein Café am Rembrandtplein übernahm. Dort gab es oft Live-Musik, vor allem mit dem Akkordeon. Sie nahm Akkordeonunterricht und schrieb sich mit 14 Jahren in der Tanzschule von Frans Muriloff ein, wo sie Stepptanz lernte. Im Café ihres Vaters trat sie zunächst als „Schlangenmensch“ auf.
Sturm schloss sich Mitte der 1930er Jahre dem Akkordeonorchester The Four Serenaders (später The Broadway Serenaders) an, das oft im Café ihres Vaters spielte. Geleitet wurde die Gruppe von Coen Ooms (1909–1984). Sie ging eine Beziehung mit Ooms ein, den sie 1937 heiratete. Drei Jahre später gründeten sie das Duo De Coritas, eine Verschmelzung ihrer beiden Namen. In den Kriegsjahren wurden zwei Söhne geboren, von denen der älteste 1943 an Kinderlähmung erkrankte und aus Mangel an Medikamenten starb. In der Besatzungszeit spielten die Coritas weiter. Nach der Befreiung traten sie unter anderem für die kanadischen und amerikanischen Besatzungstruppen in Deutschland auf.
Dank der ausdrucksstarken Stimme von Sturm hatten die Coritas ein Alleinstellungsmerkmal. Gerne sang sie Gospel, Jazz und Schlager. Ihr großer Durchbruch kam 1957, nachdem Produzent Johnny Hoes sie bat, den Schlager Koffie, koffie, lekker bakkie koffie von Johnny Woodhouse aufzunehmen. Der Song wurde zum Erfolg, auch wenn er es nicht in die Hitparade schaffte, sich aber mehr als zweihunderttausend Mal verkaufte (1963 veröffentlichte sie mit Kaffee, Kaffee auch eine deutsche Version). 1962 nahm sie am Nationalen Gesangswettbewerb teil: Mit dem Lied Carnival belegte sie den vierten Platz (von sieben). Dann arbeitete sie aufgrund ihres komödiantischen Talents auch für das Fernsehen und den Film. In den 1960er Jahren trat sie mit Bueno de Mesquita in Now You Again auf. Mit Jenny Arean trat sie in Er valt een ster (1963), einem Fernsehmusical von Willy van Hemert, und in den Spielfilmen Geen Paniek (1964) und Peter en de vliegende autobus (1976) auf. Zudem spielte sie die Riesin in Kunt u mij de weg naar Hamelen vertellen, meneer? In den 1970er Jahren war sie auch in der Sendung De Berend Boudewijn Kwis und in den späten 1970er und frühen 1980er Jahren in der Show von Willem Ruis zu sehen.
Bis ins hohe Alter trat Corita weiter auf. 1979 hatte sie einen weiteren kleinen Hit mit dem Lied Kant aan m’n broek und ein Jahr später mit Ik heb geen vrijer. Sie trat viel in den Niederlanden auf und war regelmäßig in der TROS-Musiksendung Op volle toeren zu sehen. 1987 tourte sie mit 23 anderen niederländischen Künstlern durch Kanada und die Vereinigten Staaten. In Südkalifornien wurde der Tourbus, in dem sie mit mehreren Kollegen unterwegs war, von einem Lastwagen angefahren: drei von ihnen kamen ums Leben. Neben Anne de Reuver, Eddy Christiani und Manke Nelis erlitt sie schwere Verletzungen. Dies trug dazu bei, dass sie dem Showbusiness den Rücken zu kehrte.